# Dutch house
El Dutch house a veces llamado Dirty dutch es un subgénero del electro house que ganó importancia hacia 2009 cuando el electro house comenzó a popularizarse y tuvo una explosión comercial como el estereotipo del EDM en este contexto surgió el dutch house, que tiene influencia del detroit techno, hip hop y estilos más urbanos de música, también fue el primer subgénero del electro house que existió.

## Características
Musicalmente se distingue ritmos complejos, bombos de percusión con influencias latinas, menos énfasis en las líneas de bajo y más énfasis en sintetizadores chirriantes y con la distorsión que distingue a los primeros desarrollos del electro house. Siendo demasiados similares el dutch y el electro house, y las mínimas influencias de otros géneros en el dutch house algunas canciones de este género también se pueden clasificar como dutch house. El tempo suele ser el usual del electro house de entre 125 y 135 BPM a veces un poco mayor.